# Anne-Marie (prénom)
 (signalé en juin 2025).
Si vous disposez d'ouvrages ou d'articles de référence ou si vous connaissez des sites web de qualité traitant du thème abordé ici, merci de compléter l'article en donnant les références utiles à sa vérifiabilité et en les liant à la section « Notes et références ».
- Archive Wikiwix
- Bing
- Cairn
- DuckDuckGo
- E. Universalis
- Gallica
- Google
- G. Books
- G. News
- G. Scholar
- Persée
- Qwant
- (zh) Baidu
- (ru) Yandex
- (wd) trouver des œuvres sur Wikidata

Pour les articles homonymes, voir Anne-Marie (homonymie).
Cette page présente le prénom Anne-Marie ainsi que ses variantes.
Anne-Marie ou Anne Marie est un prénom féminin composé d'Anne et de Marie.

## Origine
Le prénom Anne-Marie est traditionnellement associé au christianisme car il réunit les noms de la grand-mère (Anne) et de la mère (Marie) de Jésus de Nazareth.

## Équivalents
Les équivalents du prénom Anne-Marie dans d'autres langues sont :
- en allemand : Annemarie
- en hongrois : Annamária
- en italien : Annamaria

## Personnalités
Pour les articles sur les personnes portant ce prénom, consulter les listes générées automatiquement pour Ana-Maria, Ann Marie, Annamaria, Annamária, Annemarie, Anne Marie ou Anne-Marie.